# Kagisho Dikgacoi
Kagisho Dikgacoi (Brandfort, Provincia del Estado Libre, Sudáfrica, 24 de noviembre de 1984) es un exfutbolista y entrenador sudafricano.

## Trayectoria
Dikgacoi empezó su carrera en un equipo local, el Cardiff Spurs, antes de unirse profesionalmente al Bloemfontein Young Tigers. En 2005 fichó por Golden Arrows, donde fue desarrollándose poco a poco hasta ser uno de los mejores futbolistas sudafricanos en su posición: volante de contención. En consecuencia, recibió la cinta de capitán del equipo.

### Fulham
El 4 de agosto de 2009, Dikgacoi anunció que había llegado a un acuerdo con el Fulham de la Premier League. El trato finalizó el 26 de agosto y Kagisho se unió a las filas del conjunto londinense. Dikgacoi estuvo entrenando con el Golden Arrows para mantener su físico. Debutó el 4 de octubre ante el West Ham United pero fue expulsado en el minuto 41 por agredir a Scott Parker.

### Crystal Palace
Tras solo aparecer una vez en la temporada 2010–11 en el equipo de Mark Hughes, Dikgacoi fue cedido hasta el fin de la temporada al Crystal Palace. Anotó su primer gol en Crystal Palace ante el Cardiff City el 8 de marzo de 2011, antes de firmar permanentemente a los Eagles el 4 de julio de 2011 por un precio de 600,000 libras esterlinas.

## Selección nacional
Fue internacional con la selección de Sudáfrica, con la cual debutó el 27 de mayo de 2007, en la Copa Cosafa ante Mauricio. Anotó sus primeros dos goles el 7 de junio de 2008 ante Guinea Ecuatorial, en un partido que finalizó 4–1. Fue incluido en el equipo que participó en la Copa Africana de Naciones 2008. Además formó del plantel que participó en la Copa FIFA Confederaciones 2009 y en la Copa Mundial de Fútbol de 2010, ambos torneos realizados en su país.
Jugó 54 partidos internacionales y marcó 2 goles.

### Participaciones en Copas del Mundo
| Mundial                        | Sede      | Resultado    | Partidos | Goles |
| ------------------------------ | --------- | ------------ | -------- | ----- |
| Copa Mundial de Fútbol de 2010 | Sudáfrica | Primera fase | 2        | 0     |

### Participaciones en Copas Africanas
| Copa                           | Sede      | Resultado        | Partidos | Goles |
| ------------------------------ | --------- | ---------------- | -------- | ----- |
| Copa Africana de Naciones 2008 | Ghana     | Primera fase     | 1        | 0     |
| Copa Africana de Naciones 2013 | Sudáfrica | Cuartos de final | 2        | 0     |

### Participaciones en Copas Confederaciones
| Copa                           | Sede      | Resultado    | Partidos | Goles |
| ------------------------------ | --------- | ------------ | -------- | ----- |
| Copa FIFA Confederaciones 2009 | Sudáfrica | Cuarto lugar | 5        | 0     |

## Clubes
| Club                      | País       | Año         |
| ------------------------- | ---------- | ----------- |
| Bloemfontein Young Tigers | Sudáfrica  | 2005        |
| Golden Arrows             | Sudáfrica  | 2005 - 2009 |
| Fulham                    | Inglaterra | 2009 - 2011 |
| Crystal Palace            | Inglaterra | 2011 - 2014 |
| Cardiff City              | Inglaterra | 2014 - 2016 |
| Lamontville Golden Arrows | Sudáfrica  | 2016 - 2017 |

## Clubes como entrenador
| Club                      | País      | Año               |
| ------------------------- | --------- | ----------------- |
| Lamontville Golden Arrows | Sudáfrica | 2024 - Actualidad |

## Palmarés

### Copas internacionales
| Título      | Club (*)  | País            | Año  |
| ----------- | --------- | --------------- | ---- |
| Copa Cosafa | Sudáfrica | Distintas sedes | 2007 |

(*) Incluyendo la selección